# Ray Lankester
Edwin Ray Lankester, född den 15 maj 1847, död den 13 augusti 1929, var en engelsk zoolog, son till läkaren Edwin Lankester.
Lankester blev professor i zoologi och jämförande anatomi vid universitetet i London 1874 och vid universitetet i Oxford 1891 och var direktör för naturhistoriska avdelningen av British Museum 1898-1907. Sedan 1869 var han utgivare av den av hans far grundade "Quarterly Journal of Microscopical Science". 
Lankester var ledamot av Fysiografiska sällskapet i Lund sedan 1902 och valdes 1922 till ledamot av Vetenskapssocieteten i Uppsala. Han tilldelades Copleymedaljen 1913 och Linnean Medal 1920.
Han lämnade viktiga bidrag till skilda områden av zoologin. Här kan nämnas: A Monograph of the Cephalaspidian Fishes (1870), Comparative Longevity (1871), flera arbeten rörande blötdjurens utveckling (1875), Limulus, an Arachnid (1881), Extinct Animals (1905) och The Enterocoela and the Coelomocoela (1900).